# Cantone di Montpon-Ménestérol
Il Cantone di Montpon-Ménestérol è una divisione amministrativa dell'arrondissement di Bergerac e dell'arrondissement di Périgueux.
A seguito della riforma approvata con decreto del 21 febbraio 2014, che ha avuto attuazione dopo le elezioni dipartimentali del 2015, è passato da 8 a 19 comuni.

## Composizione
Gli 8 comuni facenti parte prima della riforma del 2014 erano:
- Échourgnac
- Eygurande-et-Gardedeuil
- Ménesplet
- Montpon-Ménestérol
- Le Pizou
- Saint-Barthélemy-de-Bellegarde
- Saint-Martial-d'Artenset
- Saint-Sauveur-Lalande

Dal 2015 i comuni appartenenti al cantone sono diventati 19, ridottisi poi a 17 dal 1º gennaio 2016 a seguito delle fusioni dei comuni di Saint-Aulaye e Puymangou a formare il nuovo comune di Saint-Aulaye-Puymangou e dei comuni di Parcoul e Chenaud a formare il nuovo comune di Parcoul-Chenaud.:
- Échourgnac
- Eygurande-et-Gardedeuil
- Festalemps
- Ménesplet
- Montpon-Ménestérol
- Moulin-Neuf
- Parcoul-Chenaud
- Le Pizou
- La Roche-Chalais
- Saint-Antoine-Cumond
- Saint-Aulaye-Puymangou
- Saint-Barthélemy-de-Bellegarde
- Saint-Martial-d'Artenset
- Saint-Privat-des-Prés
- Saint-Sauveur-Lalande
- Saint-Vincent-Jalmoutiers
- Servanches